# Pestravskij rajon
Il Pestravskij rajon (in russo Пестравский район?) è un rajon dell'Oblast' di Samara, nella Russia europea. Istituito nel 1935, il suo capoluogo è Pestravka.